# アンドレイ・ゼイツ
アンドレイ・セルゲイェヴィチ・ゼイツ(Андрей Серге́евич Зейц、Andrey Sergeyevich Zeits、1986年12月14日 - )は、カザフスタン、パヴロダル出身の自転車競技(ロードレース)選手。現在はUCIワールドチームのミッチェルトン・スコットに所属。「ツェイツ」と表記されることもある。

## 主な成績
- 2006年
  - ジロ・デッラ・ヴァッレダオスタ 第4ステージ 優勝
- 2007年
  - ジロ・デッラ・ベルヴェデーレ 4位
  - グランプレミオ・パリオ・デル・レチオート 6位
  - グランプリ・ギヨーム・テル 総合7位
  - ジロ・デッレ・レジオーニ 総合9位
  - 世界選手権ロードレース 男子アンダー23 10位
- 2008年
  - カザフスタン選手権 個人タイムトライアル 2位
- 2009年
  - カザフスタン選手権 個人タイムトライアル 3位
- 2011年
  - ツアー・オブ・ターキー 総合2位
- 2012年
  - カザフスタン選手権 個人タイムトライアル 5位
  - ツール・ド・ランカウイ 総合8位
- 2013年
  - ブエルタ・ア・エスパーニャ 区間1勝(TTT)
- 2014年
  - ブエルタ・ア・アンダルシア スプリント賞
  - ツアー・オブ・ハイナン 総合3位
- 2015年
  - ツアー・オブ・ハイナン 総合2位
    - 第8ステージ 優勝

  - ツアー・オブ・アルマトイ 総合10位
- 2016年
  - リオデジャネイロオリンピック ロードレース 8位
  - ツール・ド・ポローニュ 総合8位
- 2017年
  - アジア選手権 チームタイムトライアル 優勝
  - ツアー・オブ・ターキー 総合9位
- 2018年
  - カザフスタン選手権
    - 個人タイムトライアル 3位
    - ロードレース 5位
- 2019年
  - CRO・レース 総合4位

グランツールのリザルト
| グランツール | 2009 | 2010 | 2011 | 2012 | 2013 | 2014 | 2015 | 2016 | 2017 | 2018 | 2019 |
| ------------ | ---- | ---- | ---- | ---- | ---- | ---- | ---- | ---- | ---- | ---- | ---- |
| ジロ         | 31   | —    | —    | 85   | 106  | 102  | 59   | 33   | 63   | 67   | 26   |
| ツール       | —    | —    | 44   | —    | —    | —    | —    | —    | 44   | —    | —    |
| ブエルタ     | —    | 102  | —    | 52   | 81   | 50   | 68   | 31   | —    | 52   | —    |